# Zabójstwo Farchondy Malekzady
Zabójstwo Farchondy Malekzady – zbrodnia dokonana 19 marca 2015 w Kabulu przez podburzony tłum na 27-letniej afgańskiej muzułmance Farchondzie Malekzadzie (pers. فرخنده ملکزاده), którą fałszywie oskarżono o spalenie egzemplarza Koranu. Morderstwo zwróciło uwagę na sytuację kobiet w Afganistanie.

## Postać Farchondy Malekzady
Farchonda pochodziła z konserwatywnej muzułmańskiej rodziny, nosiła burkę, studiowała prawo koraniczne. Marzyła o tym, by zostać prokuratorem albo nauczycielką. Była zdania, że edukacja jest kobietom potrzebna, aby lepiej prowadzić dom.

## Przebieg wydarzeń
Według relacji ojca Farchondy posprzeczała się ona z mułłą Zajnuddinem z meczetu Szah-e Do Szamszira w centrum Kabulu. Miał on oskarżyć ją o profanację Koranu i podburzyć tłum na ulicy. Tłum porwał kobietę i rozpoczął samosąd. Policja początkowo starała się chronić kobietę, lecz nie zdołała powstrzymać naporu ludzi. Farchonda Malekzada była kopana w głowę, zdarto jej też burkę z twarzy. Jej ciało było ciągnięte po ulicy za samochodem, a następnie zwłoki podpalono. Tłum podczas aktu zabójstwa wznosił antyamerykańskie i antydemokratyczne okrzyki. Samosąd trwał dwie godziny.

## Reakcje na zabójstwo
Prezydent Afganistanu Aszraf Ghani potępił zbrodnię i podkreślił, że była ona sprzeczna z „szariatem oraz islamskim systemem sprawiedliwości”. Podczas pogrzebu, który odbył się 22 marca 2015, trumnę niosły ubrane na czarno kobiety, zrywając tym samym z tradycją, że czynią to zawsze mężczyźni.
W dniu popełnienia morderstwa kilku afgańskich mułłów oraz imamów poparło zabójstwo. Molawi Ajaz Nijazi z meczetu Wazir Akbar Chan ostrzegł rząd przed próbą aresztowania mężczyzn, którzy stanęli w obronie Koranu. Gdy okazało się, że Farchonda Malekzada nie dopuściła się profanacji Koranu, kilku teologów oraz duchownych muzułmańskich potępiło mord jako niesprawiedliwy i sprzeczny z Koranem. 

## Działania wymiaru sprawiedliwości
Późniejsze dochodzenie ustaliło, że kobieta została fałszywie posądzona o zniszczenie egzemplarza Koranu. Aresztowano 28 podejrzanych, zwolniono też ze służby 20 policjantów, którzy byli obecni podczas mordu. Trzech mężczyzn skazano na dwadzieścia lat więzienia, ośmiu innych – na szesnaście, kilku zaś – na dziesięć, natomiast jedenastu policjantów otrzymało kary roku więzienia za nieudzielenie kobiecie należytej ochrony.